# Satana (film 1973)
Satana (Saitane) è un film del 1973 diretto da Oumarou Ganda.

## Trama
Lo stregone Zima controlla tutte le attività di un villaggio. In cambio di ricompense, egli manipola gli abitanti del villaggio promettendo amore, salute e ricchezze. Grazie a lui, un ricco mercante seduce la moglie di una giovane coppia; il padre della ragazza vuole prendere sua figlia e sua nipote, ma il marito si oppone perché la considera di sua proprietà.
Lo stregone viene messo in ridicolo e diventa lo zimbello del villaggio. Disperato, si getta da una rupe.

## Riconoscimenti
- 1976 - Festival Panafricain du Cinéma de Ouagadougou
  - Menzione speciale